# Tanner Buchanan
Pour les articles homonymes, voir Buchanan.
Tanner Buchanan est un acteur américain, né le 8 décembre 1998 à Burbank (Californie). Il apparaît pour la première fois à l'écran dans une publicité avant de jouer, dans plusieurs épisodes de la série Designated Survivor, le rôle de Leo Kirkman. En 2016 il rejoint le casting de Cobra Kai en tant que Robby Keene.

## Biographie
Tanner Buchanan grandit à Los Angeles. Il joue de la guitare et du piano.

## Filmographie

### Cinéma
- 2013 : Jake Squared : Sammy
- 2015 : The Heyday of the Insensitive Bastards : Bobby Bell
- 2017 : Anything : Jack Sachman
- 2019 : Virtual Games (Max Winslow and the House of Secrets) : Connor Lawson
- 2020 : Chance : Colton
- 2021 : Il est trop bien : Cameron Keller
- 2022 : La Légende des super-héros (The Hyperions) : Appolo
- 2024: A la conquête de Billy Walsh : Billy Walsh

### Télévision

#### Séries télévisées
- 2010 : Modern Family : enfant no 2
- 2013 : Grey's Anatomy : Lucas
- 2013 : Major Crimes : Michelle Brand
- 2013 : Ghost Ghirls : Hero
- 2013–2018 : Les Goldbergs : Evan Turner (2 épisodes)
- 2014 : Growing Up Fisher :  Slade
- 2014 : Mixology : Dom, jeune
- 2015 : Le Monde de Riley : Charlie Gardner (3 épisodes)
- 2016 : The Fosters : Jack Downey (6 épisodes)
- 2015–2019 : Game Shakers : Mason Kendall (6 épisodes)
- 2016–2018 : Designated Survivor : Leo Kirkman (19 épisodes)[3]
- 2017 : La Fête à la maison : 20 Ans après : Chad Brad Bradley (2 épisodes)
- 2018–2025 : Cobra Kai : Robby Keene (40 épisodes)
- 2020 : Deputy : Brendan

#### Téléfilms
- 2012 : Le père Noël est tombé sur la tête : enfant cynique
- 2018 : The Goldbergs : 1990-Something : Mike Stamm
- 2019 : La Tentation d'une mère (Cruel Fixation) : Dylan